# Кагайкін Сергій Михайлович
Сергій Михайлович Кагайкін (рос. Сергей Михайлович Кагайкин; 10 листопада 1980) — російський хокеїст, захисник. Виступає за «Молот-Прикам'я» (Перм) у Вищій хокейній лізі. 
Вихованець хокейної школи «Авангард» (Омськ). Виступав за «Авангард» (Омськ), «Амур» (Хабаровськ), «Салават Юлаєв» (Уфа), «Динамо-Енергія» (Єкатеринбург), «Молот-Прикам'я» (Перм), «Спартак» (Москва), «Торпедо» (Нижній Новгород), «Сєвєрсталь» (Череповець), «Арлан» (Кокшетау), «Сариарка» (Караганда). 